# Marie Egede
Marie Egede (født 20. maj 1981) er en dansk erhvervsleder, bestyrelsesmedlem og tidligere komiker og tv-vært, mest kendt for sin rolle i TV2 Zulus Slemme, slemme piger.
I 2011 var hun vært, sammen med Peter Mygind, på Min Mand Kan. I 2012 blev hun vært på Big Brother 2012, som kørte på Kanal 5 samt TV3-programmet Shop Amok. Hun har bl.a. også medvirket i 4-stjerners Middag på Kanal 5. Hun er uddannet kaospilot og har bl.a. en lang karriere som direktør i Meyer-koncernen. Siden april 2025 er hun administrerende direktør i Ismageriet.